# Нидерерлинсбах
Нидерерлинсбах (нем. Niedererlinsbach) — населённый пункт в Швейцарии, в кантоне Золотурн.
До 2005 года имел статус отдельной коммуны. 1 января 2006 года был объединён с коммуной Оберэрлинсбах в новую коммуну Эрлинсбах.
Входит в состав округа Гёсген. ННаселение составляет 2222 человека (на 31 декабря 2004 года). Официальный код — 2494.

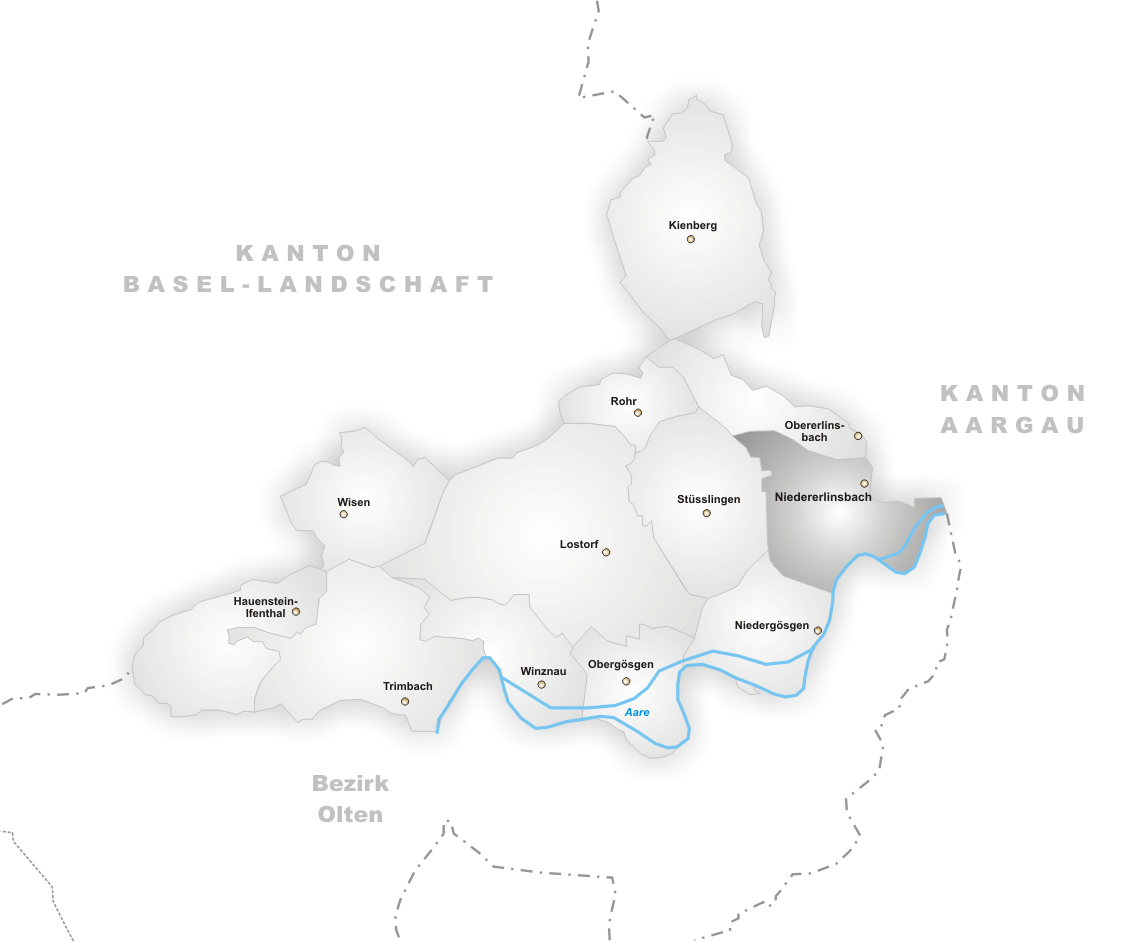
Нидерерлинсбах